# Kobilje
Kobilje è un comune di 624 abitanti della Slovenia nord-orientale. 

## Geografia antropica

### Suddivisioni amministrative
Il comune è diviso in 2 insediamenti (naselja):
- Kobilje
- Malo Kobilje